# Dypsis ankaizinensis
Dypsis ankaizinensis – gatunek roślin z rzędu arekowców (Arecales).
Występuje endemicznie na Madagaskarze, w prowincji Mahajanga. Znane są tylko 2–5 jego naturalne stanowiska.
Rośnie w bioklimacie średniowilgotnym, jak i górskim. Występuje na wysokości 1000–2000 m n.p.m.